# Cúc Tịnh Y
Cúc Tịnh Y (giản thể: 鞠婧祎; phồn thể: 鞠婧禕; bính âm: Jū Jìngyī, sinh 18 tháng 6 năm 1994) là một nữ ca sĩ, diễn viên và vũ công người Trung Quốc.

## Tiểu sử
Cúc Tịnh Y là cựu center (vị trí trung tâm) của nhóm SNH48 và hiện đang theo đuổi sự nghiệp solo. Năm 2019, Tịnh Y lần đầu tiên lọt vào Danh sách 100 ngôi sao nổi tiếng Trung Quốc theo Forbes với thứ hạng 94, và năm 2020 là thứ hạng 84. Năm 2021 với thứ hạng là 15.
Trong vai trò là thành viên của SNH48, Tịnh Y đứng ở vị trí thứ 4 (2014), 2 (2015) và 1 (2016, 2017) trong các cuộc Tổng Tuyển Cử diễn ra thường niên của SNH48, bình chọn từ tổng số hơn 100 thành viên. Sau 2 lần đạt hạng nhất trong tổng tuyển cử, cô là người đầu tiên trong nhóm SNH48 bước vào cung điện minh tinh, tách ra hoạt động solo.
Trong vai trò là diễn viên, cô được biết đến với những vai diễn trong các bộ phim cổ trang,hiện đại tình cảm như Vân Tịch Truyện (2018), Tân Bạch Nương Tử truyền kỳ (2019), Như Ý Phương Phi (2020), Thư sinh xinh đẹp (2020),  Hãy yêu nhau dưới ánh trăng tròn (2021), Gia Nam truyện (2021). Đặc biệt tác phẩm Vân Tịch Truyện đã làm nên tên tuổi của cô, giúp sự nghiệp của cô được thăng tiến. Cô tham gia chủ yếu dòng phim cổ trang Web Drama chủ đề tình cảm. Thành tích phim ảnh của cô khá nổi bật khi lọt top 20 ngôi sao có tổng lượt xem phim cao nhất của Trung Quốc tính tới thời điểm hiện tại.
Trong vai trò ca sĩ solo, cô có nhiều tác phẩm âm nhạc nổi bật trước công chúng. Các bài hát của cô mỗi khi phát hành đều thu lại thành tích, lượt nghe khủng và lợi nhuận tốt; liên tiếp góp mặt trong top đầu các bảng xếp hạng âm nhạc khi mới phát hành. Bài hát solo nổi bật của cô phải kể đến như : Don't touch (2018), Tình yêu vội vàng (2019), Thì quá khứ hoàn thành (2021), 0.2s ( 2022), Be my POI (2022),... Trong cuối năm 2022, cô phát hành album [IX] để mừng kỷ niệm 9 năm debut của mình. Album nhanh chóng thống trị các bảng xếp hạng. Cô cũng thường xuyên được mời đến các đài truyền hình, game show để biểu diễn. Cô được truyền thông Nhật gọi là " Thần tượng 4000 năm có một".

### Đầu đời
Cúc Tịnh Y sinh vào rạng sáng ngày 18 tháng 6 năm 1994 tại Toại Ninh, Tứ Xuyên, Trung Quốc. Năm 2012, trong cuộc thi của các cô gái ở Thành Đô, Tịnh Y được giải Người đẹp nổi tiếng.

### Hoạt động nhóm
Ngày 18 tháng 8 năm 2013, Cúc Tịnh Y 19 tuổi được chọn từ nhóm 47.976 thí sinh theo từng lớp lựa chọn, trở thành một trong số 35 cô gái được chọn, trở thành một trong 31 thành viên chính thức vào ngày 5 tháng 9. Tham gia vào sự kiện nhỏ đầu tiên vào ngày 21 tháng 9, và đã bắt đầu biểu diễn hàng tuần ở nhà hát Tinh Mộng của SNH48. Ngày 11 tháng 11, Tịnh Y đã trở thành thành viên của Đội NII của SNH48. Sau khi được đào tạo và đánh giá, chính thức ra mắt vào tháng 11 với màn biểu diễn Nhà hát nữ thần.
Tháng 6 năm 2014, nhóm đã tham gia MV đầu tiên Tiệc Bóng Đá. Trong Một lòng tiến về phía trước tổng tuyển cử hàng năm lần đầu tiên của SNH48, Tịnh Y đứng vị trí thứ tư. Ngày 15 tháng 6, Tịnh Y xuất hiện trong chương trình Tối nay hậu 80 talk show (今晚80后脱口秀). Tháng 9, nhóm đến Hàn Quốc để tham gia thu âm single "UZA".
Tháng 1 năm 2015, nhóm ra mắt lễ kỷ niệm thành lập nhóm lần thứ hai với việc phát hành album EP Ước định thanh xuân (Give Me Five!). Ngày 31 tháng 1, Tịnh Y biểu diễn "Đều là lỗi của gió đêm" ở buổi hòa nhạc SNH48 Best 30 2015. Tháng 2, cô tham gia vào buổi ghi hình Đêm hội mùa Xuân" của đài truyền hình vệ tinh An Huy và mừng năm mới truyền hình vệ tinh Giang Tô. Tháng 3, đến Saipan để quay MV Âm thanh mùa Hạ tuyệt vời. Tháng 7, trong Bay cao ước mơ tổng tuyển cử thường niên của SNH48 lần thứ 2, Tịnh Y giành giải nhì. Tháng 8, nhóm phát hành single "Đêm Halloween" và phát hành EP "Sweet & Bitter" dưới hình thức đội hình ba người "Tắc Nạp Hà". Sau đó trở thành một trong ba thành viên của nhóm phụ đầu tiên của SNH48 cùng với Triệu Gia Mẫn và Lý Nghệ Đồng. Bài hát đơn đầu tiên của họ Ngọt & Đắng được phát hành vào ngày 31 tháng 10 năm 2015. Cùng ngày Tịnh Y lần thứ hai xuất hiện trong chương trình Tối nay hậu 80 talk show. Ngày 6 tháng 11, cô tham gia vào chương trình Toàn viên gia tốc. Ngày 26 tháng 12, Tịnh Y cũng tham gia SNH48 Best 30 2015., Ngày 31 tháng 12, nhóm SNH48 tham gia buổi hòa nhạc năm mới của kênh Oriental TV.
Tháng 1 năm 2016, cô tham gia vào chương trình truyền hình của Mango TV Tôi sẽ là ca sĩ khởi đầu. và Chương trình Siêu Trí Tuệ của Truyền hình vệ tinh Giang Tô. Tháng 2, tham gia vào việc ghi hình Đêm hội Trung Thu của đài truyền hình Hồ Nam. Tháng 3, phát hành album EP "Nguồn động lực (Engine of Youth)". Tháng 6, cô tham gia vào chương trình âm nhạc EDM của đài Giang Tô Heroes of remix. Tháng 7, cô giành chức Quán quân trong cuộc tổng tuyển cử cử thường niên của SNH48 lần thứ 3. Tháng 8, cô đến Madrid, Tây Ban Nha để quay mv Áo choàng Công Chúa.
Tháng 1 năm 2017, cô tham gia buổi hòa nhạc BEST50 tại Giải thưởng giai điệu vàng hàng năm lần thứ ba của SNH48. Bài hát "Don't touch" đã giành giải nhất. Tháng 5, cô dẫn đầu nhóm tham gia Đêm tiệc thanh niên Ngũ Tứ CCTV lần thứ tư và giành danh hiệu "Thanh niên xuất sắc ngày 4 tháng 5". Tháng 7, cô giành chức Quán quân một lần nữa trong Trái tim bay lượn cuộc tổng tuyển cử cử thường niên của SNH48 lần thứ 4. Tháng 8, cô đến Ý để thu âm và quay mv Bình minh ở Napoli.
Ngày 15 tháng 12 năm 2017, Tịnh Y chính thức được vinh danh tại Cung Điện Minh Tinh (明星殿堂) của SNH48, thành lập studio cá nhân, chính thức rời khỏi nhóm 

### Hoạt động cá nhân
Tháng 1 năm 2015, chụp hình cho tạp chí Nhật Bản Weekly Playboy. Cũng trong tháng đó, cô trình bày ca khúc Ma Thiên Ký cho game mobile Duyên tận thế gian. Tháng 11, tham gia buổi ghi hình chương trình thực tế quy mô lớn của đài Hồ Nam Toàn viên gia tốc. Tháng 1 năm 2016, cô tham gia bộ phim truyền hình Cửu châu: Thiên Không thành do Dương Lỗi đạo diễn, đóng vai nữ 2 Tuyết Phi Sương. và trình diễn Sáp khúc Túy Phi Sương. Tháng 5, cô tham gia vào bộ phim truyền hình Hiên viên kiếm - Hán chi vân, được chuyển thể từ trò chơi cùng tên và đóng vai Lan Nhân. Tháng 6, cô đóng vai chính trong bộ phim Web drama đầu tư lớn Nhiệt huyết Trường An, đóng vai Thượng Quan Tử Tô. Tháng 8, cô tham gia trong bộ phim truyền hình Ma lạt biến hình kế do Nhiệt Ba đóng nữ chính và trình bày bài hát chủ đề Fightingday. Tháng 10, album EP cá nhân đầu tiên "Mỗi ngày" được phát hành. Tháng 12, cô tham dự Lễ trao giải Starlight Tencent Video và giành giải Nữ diễn viên truyền hình mới xuất sắc nhất nhờ vai Tuyết Phi Sương trong bộ phim truyền hình Cửu châu: Thiên Không thành. Tháng 1 năm 2017, tham gia bộ phim Tiên sinh bơi lội đóng vai Tống Trà Trà.; Tháng 3, giành giải Niên độ tối giai phi dược nghệ nhân tại Giải thưởng âm nhạc Đông Phương Phong Vân Bảng lần thứ 24. Tháng 6, album EP cá nhân thứ hai "Không đợi được Người" được phát hành. Tháng 7, diễn chính trong bộ phim truyền hình Vân Tịch Truyện, đóng vai Hàn Vân Tịch.; Tháng 11, diễn chính trong bộ phim truyền hình Xin hãy ban cho tôi một đôi cánh.; Tháng 12, thành lập studio cá nhân và phát hành single "Rain" . Cùng tháng single "Nhớ anh rồi" đã được vinh dự loạt vào Top 10 ca khúc vàng tại Migu Music Awards lần thứ 10 năm 2017.
Ngày 18 tháng 1 năm 2018, cô tham dự Đêm Weibo năm 2017 và giành giải Nghệ sĩ thăng tiến.; Tháng 3, bộ phim truyền hình Tân Bạch Nương Tử truyền kỳ khởi động, đóng vai chính Bạch Tố Trinh.

### Hình ảnh trước công chúng
Cúc Tịnh Y đã được người hâm mộ Nhật Bản gọi là "Thần tượng 4000 năm có một" từ năm 2014, tuy nhiên, do sự sai sót khi dịch, cô ấy được gọi thành "Mỹ nữ 4000 năm có một". Tại Trung Quốc, "Mỹ nữ 4.000 năm có một" cũng là cách công chúng nước này gọi Cúc Tịnh Y. Cô cũng đã lên tiếng về vấn đề này, cô mong mọi người chỉ cần gọi cô là Cúc Tịnh Y, không cần gọi với danh xưng ấy.

## Âm nhạc (với SNH48)

### EP
| Năm        | Tựa đề                    | Tựa đề         | Vai trò | Ghi Chú                                      |
| Năm        | Tiếng Việt                | Tiếng Trung    | Vai trò | Ghi Chú                                      |
| ---------- | ------------------------- | -------------- | ------- | -------------------------------------------- |
| 2013       | Bánh quy tình yêu thần kỳ | 爱的幸运曲奇   | B-side  | Ra mắt SNH48 Đội NII                         |
| 2014       | Thần giao cách cảm        | 心电感应       | B-side  |                                              |
| 2014       | UZA                       | 呜吒           | A-side  |                                              |
| 2015       | Ước định tuổi thanh xuân  | 青春的约定     | A-side  |                                              |
| 2015       | Sau mùa mưa               | 雨季之后       | B-side  |                                              |
| 2015       | Âm thanh hay giữa mùa hạ  | 盛夏好声音     | A-side  |                                              |
| 2015       | Đêm Halloween             | 万圣节之夜     | A-side  | Được xếp hạng 2 trong kỳ tổng tuyển cử lần 2 |
| 2015       | Tiếng chuông mừng năm mới | 新年的钟声     | A-side  |                                              |
| 2016       | Nguyên Động Lực           | 源动力         | A-side  | EP gốc đầu tiên                              |
| 2016       | Đảo ước mơ                | 梦想岛         | B-side  | EP gốc thứ 2                                 |
| 2016       | Áo choàng Công Chúa       | 公主披風       | A-side  | Được xếp hạng 1 trong kỳ tổng tuyển cử lần 3 |
| 2017       |                           | 夏日檸檬船     | B-side  | Trung tâm                                    |
| 2017       | Bình minh ở Napoli        | 那不勒斯的黎明 | A-side  | Trung tâm                                    |
| 25.12.2020 | Thời Khắc Năm Mới         | 新年这一刻     |         | Gia đình Siba                                |

### Album
| Năm  | Tựa đề                       | Tựa đề     | Ghi chú                            |
| Năm  | Tiếng Việt                   | TiếngTrung | Ghi chú                            |
| ---- | ---------------------------- | ---------- | ---------------------------------- |
| 2014 | Một lòng hướng về phía trước | 一心向前   |                                    |
| 2022 | 《IX》                       | 《IX》     | Kỷ niệm 9 năm debut của Cúc Tịnh Y |

### Với Seine River
| Năm  | Tựa đề       | Tựa đề      | Ghi chú |
| Năm  | Tiếng Việt   | Tiếng Trung | Ghi chú |
| ---- | ------------ | ----------- | ------- |
| 2015 | Ngọt và đắng | 苦与甜      |         |

### Với SNH48
| Công Diễn                                                       | Tựa đề                 | Tựa đề       | Ghi Chú                       |
| Công Diễn                                                       | Tiếng Việt             | Tiếng Trung  | Ghi Chú                       |
| --------------------------------------------------------------- | ---------------------- | ------------ | ----------------------------- |
| Công diễn đầu tiên của đội NII "Nữ thần nhà hát" (剧场女神)     | Đều là lỗi của gió đêm | 都是夜风的祸 | Đơn ca                        |
| Công diễn thứ hai của đội NII "Ngược dòng tiến lên"(逆流而上)   | Bài thơ côn trùng      | 虫之诗       | Đơn ca                        |
| Công diễn thứ ba của đội NII "Trước nay chưa từng có"(前所未有) | Con đường thiêu đốt    | 燃烧的道路   | Với Phùng Tân Đóa             |
| Công diễn thứ tư của đôi NII "Mặt trời của tôi" (我的太阳)      | Yêu đến mệt mỏi        | 爱到累了     | Với Phùng Tân Đóa và Lục Đình |

### Hoà nhạc
| Năm  | Thời Gian   | Tên Buổi Hoà Nhạc            | Tên                     | Tên tiếng Trung | Thể Hiện                     |
| ---- | ----------- | ---------------------------- | ----------------------- | --------------- | ---------------------------- |
| 2013 | 16 tháng 11 | Buổi Hòa Nhạc Quảng Châu     | Đều là lỗi của gió đêm  | 都是夜风惹的祸  | Đơn ca                       |
| 2014 | 18 tháng 1  | Hồng Bạch Ca Hội             | Đều là lỗi của gió đêm  | 都是夜风惹的祸  | Đơn ca                       |
| 2014 | 26 tháng 7  | Một lòng hướng về phía trước | Rơi nước mắt gượng cười | 流着泪微笑      | Từ Thần Thần                 |
| 2015 | 31 tháng 1  | SNH48 Best 30                | Đều là lỗi của gió đêm  | 都是夜风惹的祸  | Đơn ca                       |
| 2015 | 31 tháng 1  | SNH48 Best 30                | Sao băng bướng bỉnh     | 任性的流星      | Tằng Diễm Phân               |
| 2015 | 31 tháng 1  | SNH48 Best 30                | Duyên tận thế gian      | 缘尽世间        | Hứa Giai Kỳ và Triệu Gia Mẫn |
| 2015 | 25 tháng 7  | Tổng Tuyển Cử lần 2          | Bài thơ côn trùng       | 虫之诗          | Khâu Hân Di và Triệu Gia Mẫn |
| 2015 | 26 tháng 12 | SNH48 Best 30 (Lần 2)        | Mộ thiền chi luyến      | 暮蝉之恋        | Lâm Tư Ý                     |
| 2015 | 26 tháng 12 | SNH48 Best 30 (Lần 2)        | Máy gia tốc tình yêu    | 爱的加速器      | Đơn ca                       |
| 2016 | 30 tháng 7  | Tổng Tuyển Cử lần 3          | Nữ vương điện hạ        | 女王殿下        | Đơn ca                       |
| 2017 | 7 tháng 1   | SNH48 Best 30 (Lần 3)        | Mỗi ngày                | 每一天          | Đơn ca                       |
| 2017 | 7 tháng 1   | SNH48 Best 30 (Lần 3)        | Dạ Điệp                 | 夜蝶            | Lâm Tư Ý                     |
| 2017 | 7 tháng 1   | SNH48 Best 30 (Lần 3)        | Don't Touch             |                 | Tằng Diễm Phân và Triệu Việt |
| 2017 | 29 tháng 7  | Tổng Tuyển Cử lần 4          | Mỗi ngày                | 每一天          | Đơn ca                       |
| 2017 | 29 tháng 7  | Tổng Tuyển Cử lần 4          | Không đợi được Người    | 等不到你        | Đơn ca                       |

## Âm nhạc (solo)

### Single
| Năm phát hành | Tên bài hát                   | Tên bài hát  | EP                                        | Ghi chú                                     |
| Năm phát hành | Tiếng Việt                    | Tiếng Trung  |                                           |                                             |
| ------------- | ----------------------------- | ------------ | ----------------------------------------- | ------------------------------------------- |
| 27.10.2016    | Everyday                      | 每一天       | Everyday (每一天)                         |                                             |
| 06.2017       | Không đợi được Người          | 等不及人     | Không đợi được Người                      |                                             |
| 08.06.2017    | Yes Or No                     | 等不到你     | Yes Or No (等不到你)                      |                                             |
| 08.06.2017    | Like I do                     | 像我一样     | Yes Or No (等不到你)                      |                                             |
| 08.06.2017    | Nếu Nghe Được Xin Hãy Trả Lời | 听到请回答   | Yes Or No (等不到你)                      |                                             |
| 08.06.2017    | Nhớ Anh Rồi                   | 想你了       | Yes Or No (等不到你)                      |                                             |
| 18.12.2017    | Rain                          | 雨           |                                           |                                             |
| 15.12.2018    | Don't Touch                   | 不要碰       |                                           |                                             |
| 08.11.2019    | Tình Yêu Vội Vàng             | 恋爱告急     | Tình Yêu Vội Vàng (恋爱告急)              |                                             |
| 08.11.2019    | Hồng                          | 粉色的       |                                           |                                             |
| 07.03.2020    | Ngày Đông                     | 冬日         |                                           | SNH48 Khương Sam,Vạn Lệ Na,Trần Lâm,Trần Tư |
| 30.3.2020     | Ái Vị Ương                    | 爱未央       |                                           | SNH48 Trần Lâm                              |
| 05.01.2021    | Thì Quá Khứ Hoàn Thành        | 过去完成时   |                                           | Phát hành trên Võng Dịch Vân Âm             |
| 18.05.2021    | Trác Quang Khúc               | 琢光曲       |                                           | Quảng bá Bảo tàng văn vật Nam Kinh          |
| 29.06.2021    | Ánh Trăng Đêm Nay Thật Đẹp    | 今晚月色真美 |                                           | Cúc Tịnh Y và Rapper Khương Vân Thăng       |
| 22.2.2022     | 0.2s                          | 0.2s         |                                           | Phát hành trên Võng dịch vân âm             |
| 17.11.2022    | Hôm nay trời trong            | 今日晴       |                                           | Tencent Music, QQ                           |
| 15.12.2022    | Be my POI                     | Be my POI    |                                           | Tencent Music, QQ                           |
| 4.2.2023      | Hoa                           | 花           | Bản gốc là Sakura( ca khúc của Nhật Bản ) | Qishui Music                                |

### Stage
| Năm  | Thời gian   | Tên bài hát / màn trình diễn             | Tên bài hát / màn trình diễn | Tên chương trình                                 | Thể Hiện                                                                                              |
| Năm  | Thời gian   | Tiếng Việt                               | Tiếng Trung                  | Tên chương trình                                 | Thể Hiện                                                                                              |
| ---- | ----------- | ---------------------------------------- | ---------------------------- | ------------------------------------------------ | --- |
| 2018 | 24 tháng 6  | Đông Tây Diễn Tấu                        | 中西名曲串烧                 | Tốt nghiệp ca hữu hội 2018                       | Cúc Tịnh Y, Chu Khiết Quỳnh, Mã Tuyết Dương                                                           |
| 2018 | 28 tháng 7  | Graffiti tâm nguyện                      | 心愿涂鸦                     | Happy Camp                                       | Cúc Tịnh Y, Lương Tĩnh Khang                                                                          |
| 2018 | 21 tháng 11 | Thán Vân Hề                              | 叹云兮                       | Quốc Phong Mỹ Thiếu Niên                         | Cúc Tịnh Y                                                                                            |
| 2018 | 28 tháng 12 | Hồng Chiêu Nguyện                        | 红昭愿                       | Quốc Phong Mỹ Thiếu Niên                         | Cúc Tịnh Y                                                                                            |
| 2019 | 19 tháng 2  | Cao bay xa chạy                          |                              | Hồ Nam vệ thị Nguyên Tiêu vui vẻ                 | Cúc Tịnh Y, Vưu Trường Tĩnh                                                                           |
| 2019 | 19 tháng 2  | Bánh trôi nước                           |                              | Hồ Nam vệ thị Nguyên Tiêu vui vẻ                 | Trần Hạo Dân, Tưởng Lệ Sa, Trần Nhã Nhu, Cúc Tịnh Y, Chu Khiết Quỳnh, Vưu Trưởng Tĩnh, Tiền Chính Hạo |
| 2019 | 10 tháng 11 | Tình Yêu Vội Vàng                        | 恋爱告急                     | Lễ hội mua sắm Tmall 11/11                       | Cúc Tịnh Y                                                                                            |
| 2019 | 10 tháng 11 | Thế Giới Mới Tươi Đẹp                    |                              | Lễ hội mua sắm Tmall 11/11                       | Cúc Tịnh Y,Trương Bích Thần, Quách Thái Khiết                                                         |
| 2019 | 22 tháng 12 | Châm Ngôn của Tình Yêu                   |                              |                                                  | Cúc Tịnh Y                                                                                            |
| 2020 | 3 tháng 5   | Tôi Tin Tưởng                            |                              | Young Forever đài Hồ Nam                         | Cúc Tịnh Y, Bành Dục Sướng                                                                            |
| 2020 | 3 tháng 5   | Mặt Trời Luôn Theo Sau Gió Mưa           |                              | Young Forever đài Hồ Nam                         | |
| 2020 | 3 tháng 5   | Tương Lai Của Tôi Không Phải Một Giấc Mơ |                              | Young Forever đài Hồ Nam                         | |
| 2020 | 17 tháng 6  | Dưỡng khí                                | 氧气                         | 618 Super Night HunanTv                          | Cúc Tịnh Y,Trương Hàn                                                                                 |
| 2020 | 17 tháng 6  | Dịu dàng                                 | 温柔                         | 618 Super Night HunanTv                          | |
| 2020 | 22 tháng 7  | Bình Thường Và Vĩ Đại                    | 平凡与伟大                   | Đông Phương Phong Vân Bảng lần thứ 27            | Cúc Tịnh Y, Hoắc Tôn                                                                                  |
| 2020 | 22 tháng 7  | Cổ Họa                                   | 古画                         | Đông Phương Phong Vân Bảng lần thứ 27            | Cúc Tịnh Y                                                                                            |
| 2020 | 31 tháng 10 | Phù Dung                                 | 芙蓉                         | Super Show Tô Ninh - Chiết Giang                 | Cúc Tịnh Y                                                                                            |
| 2021 | 1 tháng 1   | Tình Yêu Vội Vàng                        | 恋爱告急                     | Đêm hội mừng năm mới 2021 Đài Chiết Giang        | Cúc Tịnh Y                                                                                            |
| 2021 | 12 tháng 2  | Thiếu Niên                               | 少年                         | Xuân Vãn 2021 Truyền hình Bắc Kinh               | Cúc Tịnh Y, Lý Thấm, Hoàng Cảnh Du, Trần Phi Vũ                                                       |
| 2021 | 12 tháng 2  | Hẹn Ước Bắc Kinh                         | 相约北京                     | Xuân Vãn 2021 Truyền hình Bắc Kinh               | Cúc Tịnh Y, Trương Quốc Lập, Châu Đông Vũ, Vương Nguyên, Tiêu Chiến, Lý Thấm ...                      |
| 2021 | 10 tháng 4  | Gõ Đáng Yêu Rồi Nhấn Phím 5              | 输入法打可爱按第五           | Sáng Tạo Doanh 2021                              | Cúc Tịnh Y, Mika hashiume, Nine, Tăng Hàm Giang, Ngô Vũ Hằng, Trương Tinh Đặc, Tiết Bát Nhất          |
| 2021 | 5 tháng 5   | Vũ Khúc Thanh Xuân                       | 青春舞曲                     | Đêm hội thanh xuân Ngũ Tứ                        | Cúc Tịnh Y                                                                                            |
| 2021 | 7 tháng 6   | Chỉ có cảm giác với em                   |                              | Thập Quang Thịnh Điển                            | Cúc Tịnh Y, Tăng Thuấn Hy                                                                             |
| 2021 | 16 tháng 6  | Đôi Mắt Em Tựa Ánh Sao Trời              | 你的眼睛像星星               | Đêm Hội Tmall 616                                | Cúc Tịnh Y, Hầu Minh Hạo                                                                              |
| 2021 | 31 tháng 12 | Nhập Hải                                 |                              | Đêm hội mừng năm mới 2022 đài Bắc Kinh           | Cúc Tịnh Y,Chu Chính Đình                                                                             |
| 2022 | 10 tháng 1  | Biển Hoa                                 | 花海                         | Đêm hội Laba                                     | Cúc Tịnh Y, Trần Lập Nông                                                                             |
| 2022 | 27 tháng 2  | 0,2s                                     | 0,2s                         | Kuaishou Một Ngàn Lẻ Một Đêm                     | Cúc Tịnh Y                                                                                            |
| 2022 | 27 tháng 2  | Vũ Hội Hoá Trang                         |                              | Kuaishou Một Ngàn Lẻ Một Đêm                     | Cúc Tịnh Y                                                                                            |
| 2022 | 9 tháng 11  | Đăng hỏa lưu Quang                       |                              | Quốc Triều Thịnh Điển                            | Cúc Tịnh Y                                                                                            |
| 2022 | 25 tháng 11 | Tình yêu vội vàng                        | 恋爱告急                     | Đông phương phong vân bảng lần 29                | Cúc Tịnh Y                                                                                            |
| 2022 | 31 tháng 12 | Ngàn năm chờ đợi + Tình yêu vội vàng     |                              | Đêm hội mừng năm mới đài truyền hình Chiết Giang | Cúc Tịnh Y                                                                                            |
| 2023 | 14 tháng 1  | Tỏ tình gió đêm                          | 晚风告白                     | Kuaishou Nghìn lẻ một đêm                        | Cúc Tịnh Y, Mika Hashiume                                                                             |
| 2023 | 14 tháng 1  | Be My POI                                | Be My POI                    | Kuaishou Nghìn lẻ một đêm                        | Cúc Tịnh Y                                                                                            |

### OST các phim
| Năm phát hành | Tên bài hát                        | Tên bài hát    | Cùng với      | OST                                     | Ghi chú                                       |
| Năm phát hành | Tiếng Việt                         | Tiếng Trung    | Cùng với      | OST                                     | Vai diễn trong đó/ vai trò ca sỹ mời thể hiện |
| ------------- | ---------------------------------- | -------------- | ------------- | --------------------------------------- | --------------------------------------------- |
| 2016          | Tuyết Phi Sương                    | 醉飞霜         | Đơn ca        | Cửu Châu Thiên Không Thành              | Tuyết Phi Sương                               |
| 01.07.2016    | Fightingday                        |                | Đơn ca        | Ma lạt biến hình kế                     | Khách mời thể hiện                            |
| 2017          | Hoa tư mộng                        |                | Vu Mông Lung  | Hiên viên kiếm:Hán chi vân              | Lan Nhân                                      |
| 2018          | Thiên Trường                       | 天长           |               | game 3D Thanh Vân Truyện                | Khách mời thể hiện                            |
| 2018          | Nhớ Anh Rồi                        | 想你了         |               | Tiên Sinh Bơi Lội                       | Tống Trà Trà                                  |
| 2018          | Nếu Nghe Được Xin Hãy Trả Lời      | 听到请回答     |               | Tiên Sinh Bơi Lội                       | Tống Trà Trà                                  |
| 2018          | Thán Vân Hề                        | 叹云兮         |               | Vân Tịch Truyện                         | Hàn Vân Tịch                                  |
| 2018          | Hoa rơi thành bùn                  | 落花成泥       |               | Vân Tịch Truyện                         | Hàn Vân Tịch                                  |
| 2019          | Độ tình                            | 渡情           |               | Tân Bạch Nương Tử Truyền Kỳ             | Bạch Tố Trinh/ Bạch nương tử                  |
| 2019          | Ngàn năm chờ đợi một lần           | 千年等一回     |               | Tân Bạch Nương Tử Truyền Kỳ             | Bạch Tố Trinh/ Bạch nương tử                  |
| 2019          | Bạch Tố Trinh dưới núi Thanh Thành | 青城山下白素贞 |               | Tân Bạch Nương Tử Truyền Kỳ             | Bạch Tố Trinh/ Bạch nương tử                  |
| 2019          | Một Đôi Cánh                       |                |               | Xin Hãy Cho Tôi Một Đôi Cánh            | Lâm Cửu Ca                                    |
| 2020          | Cổ Họa                             | 古画           |               | Như Ý Phương Phi                        | Phó Dung / Nùng Nùng                          |
| 2020          | Phù Dung                           | 芙蓉           |               | Như Ý Phương Phi                        | Phó Dung / Nùng Nùng                          |
| 2020          | Mộng Độ                            | 梦渡           | Hoắc Tôn      | Như Ý Phương Phi                        | Phó Dung / Nùng Nùng                          |
| 2020          | Chúng Ta Là Bạn Tốt                |                |               | Gấu Trúc Và Chuột Chũi Nhỏ              | Khách mời thể hiện                            |
| 2020          | Hành Trình Của Giấc Mơ             | 梦的旅航       |               | Phim hoạt hình Tình Yêu Và Nhà Sản Xuất | Khách mời thể hiện                            |
| 13.05.2021    | Ngược Dòng                         | 倒流           |               | Phong Bạo Vũ                            | Khách mời thể hiện                            |
| 6.8.2021      | Thiên Hạ Thanh                     | 天下清         |               | Thiên Quan Tứ Phúc                      | Khách mời thể hiện                            |
| 16.10.2021    | Mạc Ly                             | 莫离           |               | Mộ Nam Chi/Gia Nam Truyện               | Khương Bảo Ninh/ Gia Nam Quận Chúa            |
| 19.10.2021    | Niệm Tư Vũ                         | 念思雨         | Tăng Thuấn Hy | Mộ Nam Chi/Gia Nam Truyện               | Khương Bảo Ninh/ Gia Nam Quận Chúa            |

## Phim ảnh

### Phim truyền hình
| Năm  | Tên phim                         | Tên phim       | Vai                                   | Vai           | Bạn diễn                                     | Kênh trình chiếu | Ghi Chú   |
| Năm  | Tiếng Việt                       | Tiếng Trung    | Tiếng Việt                            | Tiếng Trung   | Bạn diễn                                     | Kênh trình chiếu | Ghi Chú   |
| ---- | -------------------------------- | -------------- | ------------------------------------- | ------------- | -------------------------------------------- | ---------------- | --------- |
| 2015 | Ma Thiên Kí                      | 魔天记         | Già Lam                               | 珈藍          | SNH48                                        | Weibo            |           |
| 2015 | Sử Liệu Bất Cập                  | 史料不及       | Như Tiểu Hoa                          | 如小花        |                                              |                  | Cameo     |
| 2016 | Cửu châu: Thiên Không thành      | 九州·天空城    | Tuyết Phi Sương                       | 雪飞霜        | Quan Hiểu Đồng, Trương Nhược Quân            | WeTV             |           |
| 2017 | Nhiệt Huyết Trường An            | 热血长安       | Thượng Quan Tử Tô                     | 上官紫蘇      | Từ Hải Kiều                                  | YOUKU            |           |
| 2017 | Hiên viên kiếm - Hán chi vân     | 轩辕剑之汉之云 | Lan Nhân                              | 蘭茵          | Vu Mông Lung, Quan Hiểu Đồng                 | IQIYI            |           |
| 2018 | Vân Tịch Truyện                  | 芸汐传         | Hàn Vân Tịch                          | 韓芸汐        | Trương Triết Hạn                             | IQIYI            | Vai chính |
| 2018 | Tiên Sinh Bơi Lội                | 游泳先生       | Tống Trà Trà                          | 宋茶茶        | Mike D. Angelo                               | WeTV             | Vai chính |
| 2019 | Xin Hãy Ban Cho Tôi Một Đôi Cánh | 请赐我一双翅膀 | Lâm Cửu Ca                            | 林九歌        | Viêm Á Luân                                  | IQIYI            | Vai chính |
| 2019 | Tân Bạch Nương Tử truyền kỳ 2019 | 新白娘子传奇   | Bạch Tố Trinh                         | 白素贞        | Vu Mông Lung                                 | IQIYI            | Vai chính |
| 2020 | Thư Sinh Xinh Đẹp                | 漂亮书生       | Tuyết Văn Hi                          | 雪文曦        | Tống Uy Long, Tất Văn Quân, Vương Thuỵ Xương | IQIYI            | Vai chính |
| 2020 | Như Ý Phương Phi                 | 如意芳霏       | Phó Dung                              | 傅容          | Trương Triết Hạn                             | IQIYI            | Vai chính |
| 2021 | Hãy Yêu Nhau Dưới Ánh Trăng Tròn | 满月之下请相爱 | Lôi Sơ Hạ                             | 雷初夏        | Trịnh Nghiệp Thành, Mễ Nhiệt                 | IQIYI            | Vai chính |
| 2021 | Gia Nam Truyện / Mộ Nam Chi      | 慕南枝         | Khương Bảo Ninh / Khương Hiến         | 姜宪          | Tăng Thuấn Hy                                | WeTV, IQIYI      | Vai chính |
| 2023 | Hoa Nhung                        | 花戎           | Ngụy Chi / Tư Mã Vong Nguyệt / A Nhai | 魏枝          | Quách Tuấn Thần                              | IQIYI            | Vai chính |
| 2024 | Tiên Kiếm Kỳ Hiệp 4              | 仙剑奇侠传4    | Hàn Lăng Sa                           | 韩菱纱        | Trần Triết Viễn                              | IQIYI            | Vai chính |
| 2024 | Hoa Gian Lệnh                    | 花间令         | Dương Thái Vi/Thượng Quan Chỉ         | 杨采薇/上官芷 | Lưu Học Nghĩa                                | YOUKU            | Vai chính |

### Phim điện ảnh
| Năm        | Tên phim               | Vai         | Ghi chú                          |
| ---------- | ---------------------- | ----------- | -------------------------------- |
| 2016       | Tôi Yêu Miêu Tinh Nhân |             | Khách mời                        |
| 2024       | Kim Tiền Bảo Lũy       | Hàn Tiểu Mỹ | Vai diễn khách mời               |
| Chưa chiếu | Phấn Mặc Giang Hồ      | Đạm Đài Đài | Nhân vật có họ kép, họ "Đạm Đài" |

### Tiểu phẩm, kịch ngắn
| Thời gian | Tên                   | Vai           | Tên chương trình            | Ghi chú                       |
| --------- | --------------------- | ------------- | --------------------------- | ----------------------------- |
| 30.9.2018 | Vong niên             | Chu Hiểu Điệp | Show "Huyễn Nhạc Chi Thành" | Tập 10                        |
| 19.2.2019 | Mau nói tôi đồng ý    | Cúc Tịnh Y    |                             | Biểu diễn bằng tiếng Tứ Xuyên |
| 24.1.2020 | Thích người thích tôi | Cúc Tịnh Y    | Xuân Vãn CCTV 2020          |                               |

## Show truyền hình
| Năm                                        | Thời gian                                             | Kênh                                                            | Tên chương trình                                                                                  | Ghi chú                                                                             |
| ------------------------------------------ | ----------------------------------------------------- | --------------------------------------------------------------- | ------------------------------------------------------------------------------------------------- | ----------------------------------------------------------------------------------- |
| 2014                                       | 15 tháng 6                                            | Đài Đông Phương                                                 | Tối nay hậu 80 talk show                                                                          | Với Lâm Tư Ý, Mạnh Nguyệt...                                                        |
| 2014                                       | 11 tháng 7-26 tháng 9                                 | Tudou, Youku                                                    | SNHello                                                                                           | Tập 2, 6, 9, 12                                                                     |
| 2014                                       | 17 tháng 10 năm 2014 -9 tháng 1 năm 2015              | TV Asahi Online                                                 | Shang High School 48                                                                              |                                                                                     |
| 2015                                       | 17 tháng 10 năm 2014 -9 tháng 1 năm 2015              | TV Asahi Online                                                 | Shang High School 48                                                                              |                                                                                     |
| 14 tháng 1,4 tháng 4                       | Đài Hồ Nam                                            | Tôi là đại mỹ nhân                                              | Với Lý Nghệ Đồng, Khâu Hân Di, Mạc Hàn, Ngô Triết Hàm, Đới Manh                                   |                                                                                     |
| 20 tháng 5                                 | Kugou Fanxing                                         | Kugou Star                                                      | Với Mạc Hàn,Khổng Tiếu Ngâm, Cung Thi Kỳ và Lý Nghệ Đồng                                          |                                                                                     |
| 18 tháng 8                                 | QQLive                                                | Nữ sinh tấn công                                                |                                                                                                   |                                                                                     |
| 22 tháng 8                                 | Đài Đông Phương                                       | Entertainment Online                                            | Với Lý Nghệ Đồng, Gia Mẫn, Trương Ngữ Cách, Lưu Cảnh Nhiên, và Từ Hàm                             |                                                                                     |
| 31 tháng 10                                | Đài Đông Phương                                       | Tonight 80's Talk Show                                          | Với Hoàng Đình Đình, Vạn Lệ Na, Trương Ngữ Cách..                                                 |                                                                                     |
| 8 tháng 11                                 | Đài Đông Phương                                       | Talented Singer                                                 | Với Cung Thi Kỳ và Lâm Tư Ý                                                                       |                                                                                     |
| 12 tháng 11                                | Đài Hồ Nam                                            | Laugh Out Loud                                                  | Với Phùng Tân Đóa và Lâm Tư Ý                                                                     |                                                                                     |
| 2 tháng12, 9 tháng 12                      | Mango TV                                              | The Unexpected                                                  | Với Đồng Diễm Vân và Lâm Tư Ý                                                                     |                                                                                     |
| 6 tháng 11, 4 tháng 12, 1 tháng 1 năm 2016 | Đài Hồ Nam                                            | Toàn Viên Gia Tốc Trung                                         | Tập 1, 5, 9                                                                                       |                                                                                     |
| 6 tháng 11, 4 tháng 12, 1 tháng 1 năm 2016 | Đài Hồ Nam                                            | Toàn Viên Gia Tốc Trung                                         | Tập 1, 5, 9                                                                                       | 2016                                                                                |
| 1 tháng 1                                  | Mango TV                                              | Tôi là ca sĩ Ai tới thách đấu                                   |                                                                                                   |                                                                                     |
| 8 tháng 1                                  | Đài Giang Tô                                          | Bộ não tối cường                                                |                                                                                                   |                                                                                     |
| 16 tháng 1                                 | Đài Hồ Nam                                            | Crazy Magic                                                     | Với Lâm Tư Ý, Triệu Việt, Phùng Tân Đóa                                                           |                                                                                     |
| 17 tháng 1                                 | Đài Giang Tô                                          | Cố lên tiểu đương gia                                           | Với Hoàng Đình Đình và Lý Nghệ Đồng                                                               |                                                                                     |
| 18 tháng 1                                 | Mango TV                                              | Thần tượng vạn vạn tuế                                          | Với Đới Manh,Trương Ngữ Cách, Lâm Tư Ý, Lưu Bội Hâm, Từ Hàm, Thiệu Thuyết Thông và Tống Hân Nhiễm |                                                                                     |
| 29 tháng 1                                 | QQLive                                                | 乐见大牌                                                        | Với Phùng Tân Đóa, Cung Thi Kỳ và Lâm Tư Ý                                                        |                                                                                     |
| 23 tháng 3, 30 tháng 3, 2 tháng 4          | Mango TV                                              | Super Gir                                                       |                                                                                                   |                                                                                     |
|                                            | Đài Giang Tô                                          | The Remix                                                       |                                                                                                   |                                                                                     |
| 2017                                       | 18 tháng 3                                            | Đài Hồ Nam                                                      | Happy Camp                                                                                        | Với Lý Nghệ Đồng, Hoàng Đình Đình, Tăng Diễm Phân, Lục Đình, Mạc Hàn                |
| 2018                                       | 28 tháng 7                                            |                                                                 | Happy Camp                                                                                        |                                                                                     |
| 2018                                       | 22 tháng 9                                            | Happy Camp                                                      |                                                                                                   |                                                                                     |
| 2018                                       | 30 tháng 9                                            | Huyễn Nhạc Chi Thành                                            |                                                                                                   |                                                                                     |
| 2018                                       | 18 tháng 10                                           | Iqiyi                                                           | Tham gia hoạt động IJOY                                                                           |                                                                                     |
| 2018                                       | 8 tháng 12                                            |                                                                 | Happy Camp                                                                                        |                                                                                     |
| 2018                                       |                                                       | Quốc Phong Mỹ Thiếu Niên                                        | vai trò người triệu tập                                                                           |                                                                                     |
| 2018                                       | 29 tháng 12                                           | Gặp gỡ cùng Radio - QQ Âm nhạc                                  |                                                                                                   |                                                                                     |
| 2018                                       | 30 tháng 12                                           | Sự kiện âm nhạc Yo! Bang ở Bắc Kinh                             |                                                                                                   |                                                                                     |
| 2019                                       | 19 tháng 2                                            | đài CCTV và đài Hồ Nam                                          | Nguyên Tiêu Dạ Hội                                                                                |                                                                                     |
| 2019                                       | 2 tháng 4                                             |                                                                 | Tham gia họp báo phim "Tân Bạch Nương Tử Truyền Kỳ"                                               |                                                                                     |
| 2019                                       | Tham gia hoạt động giải trí Sina "Giải trí Tiểu Tinh" |                                                                 |                                                                                                   |                                                                                     |
| 2019                                       | 25 tháng 4                                            | Sự kiện thương hiệu mỹ phẩm Lancome                             |                                                                                                   |                                                                                     |
| 2019                                       | 10 tháng 11                                           | Tham gia Tmall Đêm Cuồng Hoang Song Thập Nhất                   |                                                                                                   |                                                                                     |
| 2019                                       | 10 tháng 12                                           | Cuộc hành trình kỳ diệu của quốc bảo                            |                                                                                                   |                                                                                     |
| 2019                                       | 22 tháng 12                                           | Tham gia hoạt động sản phẩm của Thương hiệu trang sức EMPHAISIS |                                                                                                   |                                                                                     |
| 2019                                       | 22 tháng 12                                           | đài CCTV                                                        | Một Tiết Học Hay                                                                                  |                                                                                     |
| 2020                                       | 24 tháng 1                                            |                                                                 | Xuân Vãn CCTV 2020                                                                                | Với Tiêu Chiến, Tạ Na,...                                                           |
| 2020                                       | 28 tháng 3                                            | Happy Camp                                                      |                                                                                                   |                                                                                     |
| 2020                                       | 1 và 8 tháng 4                                        | Mango Tv Hồ Nam TV                                              | Bạn ơi, hãy lắng nghe                                                                             | Trợ giúp phát thanh với Trương Tân Thành, Uông Tô Lang                              |
| 2020                                       | 9 và 16 tháng 6                                       | đài Ái Kỳ Nghệ                                                  | Tôi Muốn Cuộc Sống Như Vậy                                                                        | Khách mời (Tập 5 và 6)                                                              |
| 2020                                       | 4 và 11 tháng 7                                       | đài Chiết Giang                                                 | Thanh Xuân Hoàn Du Ký 2                                                                           | Khách mời (Tập 5,6 và 9)                                                            |
| 2020                                       | 2 tháng 8                                             |                                                                 | Họp Báo Đằng Tấn phim Mộ Nam Chi                                                                  | Cúc Tịnh Y, Tăng Thuấn Hy                                                           |
| 2020                                       | 7 tháng 9                                             | Sự kiện hoạt động thương hiệu YSL                               |                                                                                                   |                                                                                     |
| 2020                                       | 2 tháng 11                                            | Fan meeting Space 7                                             |                                                                                                   |                                                                                     |
| 2021                                       | 12 tháng 2                                            | đài truyền hình Bắc Kinh                                        | Xuân vãn Bắc Kinh                                                                                 |                                                                                     |
| 2021                                       | 10 tháng 4                                            | Tencent                                                         | Sáng tạo doanh 2021                                                                               | Khách mời trợ diễn (cùng Cung Tuấn, Mao Hiểu Đồng, Lưu Tá Ninh, Mạnh Mỹ Kỳ, NeNe)   |
| 2021                                       | 5 tháng 6                                             | Đài Hồ Nam                                                      | Happy Camp                                                                                        | Với Ngụy Đại Huân, Trương Bích Thần, Trương Vũ Kỳ, Tống Á Hiên, Lưu Diệu Văn, INTO1 |
| 2021                                       | 7 tháng 6                                             | Đằng Tấn                                                        | Thập Quang Thịnh Điển                                                                             | Với Tăng Thuấn Hy                                                                   |
| 2021                                       | 10 tháng 6                                            |                                                                 | lễ trao giải Bạch Ngọc Lan - Liên hoan phim truyền hình Thượng Hải lần thứ 27                     | Với Tăng Thuấn Hy                                                                   |
| 2021                                       | 27 tháng 11                                           | Kuaishou                                                        | trực tiếp thương hiệu 七度空间Space7                                                              |                                                                                     |
| 2021                                       | 23 tháng 12                                           | Kuaishou                                                        | livestream thương hiệu Lucy Lee                                                                   |                                                                                     |
| 2022                                       | 7 tháng 1                                             | Kuaishou                                                        | công ích văn hóa Đại Vận Hà                                                                       |                                                                                     |
| 2022                                       |                                                       | Kuaishou                                                        |                                                                                                   |                                                                                     |
| 2022                                       | 9 tháng 7                                             | Kuaishou                                                        | livestream thương hiệu ứng dụng Kuaishou                                                          |                                                                                     |
| 2022                                       | 4 tháng 8                                             | Kuaishou                                                        | livestream thương hiệu son môi IntoYou                                                            |                                                                                     |
| 2022                                       | 9 tháng 11                                            | Truyền hình Hà Nam                                              | Khách mời biểu diễn                                                                               |                                                                                     |

## Giải thưởng
| Thời gian  | Giải                                                                              | Vai                                          | Tham gia chương trình                             |
| ---------- | --------------------------------------------------------------------------------- | -------------------------------------------- | ------------------------------------------------- |
| 17.10.2015 | Idol Group                                                                        |                                              | Bảng xếp hạng âm nhạc toàn cầu                    |
| 24.12.2015 | Xếp hạng 5 gương mặt nữ đẹp nhất thế giới                                         |                                              | TC Candler                                        |
| 2016       | Nữ Diễn Viên Phim Truyền Hình Mới Tiềm Năng Của Tencent"                          | Tuyết Phi Sương (Cửu châu thiên không thành) | Lễ trao giải Tinh Quang                           |
| 2016       | Ngôi sao mới nguyên khí                                                           |                                              | Lễ trao giải Võng Dịch                            |
| 12.2016    | Xếp hạng 56 gương mặt nữ đẹp nhất thế giới                                        |                                              | TC Candler                                        |
| 2017       | Ca sĩ tiến bộ hằng năm                                                            |                                              | Võng Dịch                                         |
| 2017       | Top 10 Kim khúc hàng năm của Migu với bài hát "Nhớ người" (Ost tiên Sinh bơi lội) |                                              | 11th Migu Music Awards 2017                       |
| 12.2017    | Xếp hạng 8 gương mặt nữ đẹp nhất thế giới                                         |                                              | TC Candler                                        |
| 27.3.2017  | Nữ diễn viên xuất sắc nhất năm                                                    |                                              | Đông phương phong vân bảng lần thứ 24             |
| 2018       | Nghệ sỹ tiến bộ hàng năm                                                          |                                              | Weibo 2018                                        |
| 2018       | Nữ ca sĩ mới xuất sắc của Quốc Phong                                              |                                              | Quốc Phong Cực Lạc Dạ                             |
| 2018       | Nghệ nhân có tiềm lực diễn xuất hàng năm                                          | Hàn Vân Tịch (Vân Tịch truyện)               | Đêm gào thét IQIYI                                |
| 26.3.2018  | Nghệ sỹ tiêu biểu của năm                                                         |                                              | Đông Phương Phong Vân Bẳng lần thứ 25             |
| 27.12.2018 | Xếp hạng 29 gương mặt nữ đẹp nhất thế giới                                        |                                              | TC Candler                                        |
| 2019       | Nữ diễn viên Webdrama xuất sắc nhất                                               |                                              | Liên hoan phim truyền hình Trung Quốc Canada 2019 |
| 2019       | Ca sĩ trào lưu của năm                                                            |                                              | Đông Phương Phong Vân bảng lần thứ 26             |
| 2019       | Nữ diễn viên xuất sắc nhất                                                        | Bạch Tố Trinh (Tân Bạch Nương Tử Truyền Kỳ)  | Đêm hội IQIYI 2019                                |
| 27.12.2019 | Xếp hạng 44 gương mặt nữ đẹp nhất thế giới                                        |                                              | TC Candler                                        |
| 2020       | Màn biểu diễn sân khấu tốt nhất Nghệ sĩ đột phá nhất năm                          |                                              | Đông Phương Phong Vân Bảng lần thứ 27             |
| 2020       | Nữ diễn viên được yêu thích nhất của IQIYI                                        | Phó Dung, Tuyết Văn Hy, Hàn Vân Tịch         | Web Drama IQIYI                                   |
| 2020       | Nữ diễn viên có couple đẹp nhất với nam chính                                     | Phó Dung                                     | Web Drama IQIYI                                   |
| 28.12.2020 | Xếp hạng 84 gương mặt nữ đẹp nhất thế giới                                        |                                              | TC Candler                                        |
| 28.2.2021  | Nghệ sĩ tiến bộ hàng năm                                                          |                                              | Đêm hội Weibo 2020                                |
| 28.12.2021 | Top đề cử 100 gương mặt nữ đẹp nhất thế giới                                      | (đề cử)                                      | TC Candler                                        |
| 25.11.2022 | Ca sĩ nổi tiếng của năm                                                           |                                              | Đông phương phong vân bảng lần 29                 |
| 29.12.2022 | Hạng 7 trong top 10 ngôi sao giải trí hàng năm Weibo                              |                                              | Vlinkage Weibo                                    |

## Đại ngôn, đại diện
| Thời gian | Tên đại ngôn                                                        | Quảng cáo cùng | Ghi chú |
| --------- | ------------------------------------------------------------------- | -------------- | ------- |
| 2018      | Game <Kẻ hủy diệt>                                                  |                |         |
| 2018      | Mỹ phẩm Gooben                                                      |                |         |
| 2018      | Son Shu Uemura                                                      |                |         |
| 2018      | Giày Dr.Martens                                                     |                |         |
| 2019      | Game mobile <Cánh Cửa Bầu Trời>                                     |                |         |
| 2019      | Bạn thân thương hiệu nước hoa tiên nữ LANEIGE                       |                |         |
| 2019      | Hoa Tây Tử                                                          |                |         |
| 2019      | Đại sứ thị trường Origins                                           |                |         |
| 2019      | Thương hiệu YUESAI                                                  |                |         |
| 2019      | Trang sức EMPHASIS                                                  |                |         |
| 2019      | Bạn thân thương hiệu ThursdayPlantation星期四农庄                   |                |         |
| 2019      | Đại sứ mở rộng ruy băng hồng 《Thời Trang Sức Khoẻ》                |                |         |
| 2019      | Bạn thân thương hiệu mỹ phẩm YSL                                    |                |         |
| 2020      | Thương hiệu thức uống protein Ngân Lộ                               |                |         |
| 2020      | Băng Vệ Sinh Cao Cấp SPACE 7                                        |                |         |
| 2020      | Mỹ phẩm IPSA                                                        |                |         |
| 2021      | Đại Diện Thương Hiệu Kính Áp Tròng Thẩm Mỹ Kilala                   |                |         |
| 2021      | Đại diện thương hiệu nước dưỡng da Tuyết Linh Phi SNEFE             |                |         |
| 2021      | người phát ngôn thương hiệu đồ trang điểm EVERBAB đầu tiên của hãng |                |         |
| 2021      | Đại diện thương hiệu son môi INTO YOU                               |                |         |
| 2021      | Đại diện bút kẻ mắt AUOU                                            |                |         |
| 2021      | Đại diện thương hiệu kem nền Smiley                                 |                |         |
| 2021      | Đại diện thương hiệu chăm sóc tóc Spes诗裴丝                        |                |         |
| 2021      | Đại diện thương hiệu đồ trang điểm EVERBAB                          |                |         |
| 2021      | Đại diện của thương hiệu tóc giả LUCY LEE                           |                |         |
| 2022      | Đại diện trang sức X_CrossOver                                      |                |         |
| 2022      | Đại diện thương hiệu quần tất MieJua                                |                |         |
| 2022      | Đại sứ thương hiệu mỹ phẩm trang điểm nền MISTINE蜜丝婷             |                |         |
| 2022      | Đại sứ của thương hiệu thời trang JORYAWEEKEND                      |                |         |
| 2022      | Đại sứ thanh xuân của app Kuaishou                                  |                |         |
| 2022      | Đại diện thương hiệu trang sức Fanci                                |                |         |
| 2022      | Đại sứ thanh xuân của app Kuaishou                                  |                |         |
| 2023      | Đại diện nhãn hàng Kem chống nắng NARIS                             |                |         |
| 2023      | Đại Sứ Thương Hiệu Mỹ Phẩm FunnyElves方里                           |                |         |
| 2023      | Đại Sứ Phong Cách Thương Hiệu Perfect Diary                         |                |         |

## Tạp chí
| Năm  | Thời gian   | Tạp chí                      | Nội dung                               |
| ---- | ----------- | ---------------------------- | -------------------------------------- |
| 2020 | tháng 3     | Bazaar Men                   | "Tôi không chỉ là thiếu nữ xinh đẹp"   |
| 2020 | 16 tháng 6  | Tuần San Nhân Vật Phương Nam | Thời gian có thể chữa lành giúp tôi... |
| 2020 | 28 tháng 6  | Madame Figaro                | "Trong tên gọi có bí mật của tôi"      |
| 2020 | 10 tháng 12 | Tuần San Thanh Niên Bắc Kinh | "Mộ Nam Chi"- Phim truyền hình         |
| 2022 | 21 tháng 7  | Tạp Chí Loading              | Trào lưu mới-Cúc Tịnh Y                |